# Piotr Trzaskalski
Piotr Trzaskalski (* 5. Februar 1964 in Łódź) ist ein polnischer Filmregisseur.
Trzaskalski studierte Kulturwissenschaft an der Universität von Łódź und anschließend Filmregie an der Filmhochschule Łódź. Nach dem Studium hat er zuerst für das Fernsehen gearbeitet.
Sein Film Edi war 2002 einer der populärsten Filme Polens. Der Film wurde vom Publikum wie auch von der Filmkritik sehr positiv angenommen. Der Film gewann Preise auf der Berlinale, beim Polnischen Filmfestival in Gdynia und erhielt den Publikumspreis bei der alljährlichen Vergabe des Polnischen Filmpreises. Die Hauptrolle des Films spielte der ehemalige Kinderstar Henryk Gołębiewski, der durch diesen Film erneut zu großer Popularität gelang. 2005 erschien sein zweiter Spielfilm Der Meister.